# Anisometropia
L'anisometropia (dal greco "non uguale misura di vista") è la condizione in cui i due occhi hanno una rifrazione diversa: un occhio è emmetrope (normale) e l'altro ametrope (con un vizio di refrazione), oppure il tipo o il grado di ametropia sono diversi nei due occhi. Se un occhio è ipermetrope e l'altro miope si utilizza talora il termine "antimetropia".
In genere è importante quando la differenza supera le 2 diottrie.
L'anisometropia propriamente detta è un'anomalia assai diffusa: infatti non è infrequente trovare una coppia di occhi che abbiano una rifrazione non perfettamente identica. 
L'anisometropia può risultare funzionale: in caso di un occhio emmetrope (ossia che vede bene da lontano) e l'altro con una lieve miopia (inferiore alle 3 diottrie), il soggetto utilizzerà un occhio per vedere da lontano e l'altro per vedere da vicino, senza effettuare lo sforzo di accomodazione (messa a fuoco). Questa condizione (detta di "monovisione") consentirà di leggere senza occhiali anche in età di avanzata presbiopia, e porterà solo un lieve deficit di stereopsi (valutazione della terza dimensione). Molti chirurghi, in caso di chirurgia refrattiva per la correzione della miopia, tendono a lasciare uno degli occhi miopi, per creare questa favorevole condizione di anisometropia funzionale.
Tuttavia l'anisometropia, se non corretta e soprattutto in caso di un occhio con  ipermetropia molto accentuata rispetto all'altro, può comportare il mancato sviluppo della vista (ambliopia refrattiva ex anopsia: a due anni può migliorare, dopo gli otto anni è molto più difficile) nell'occhio con difetto maggiore (“non vede”).
Nell'anisometropia non corretta uno dei due occhi riceve sempre un'immagine sfocata, che si fonde imperfettamente con l'immagine più nitida dell'altro occhio e, qualche volta, viene addirittura soppressa. 
La visione binoculare può risultare, di conseguenza, rudimentale o assente, favorendo così l'instaurarsi di altri adattamenti, come ad esempio una insufficienza di convergenza o di uno strabismo concomitante.
L'anisometropia può essere corretta completamente con l'uso di lenti a contatto.